# Кософски Седжвик, Ив
И́в (Е́ва) Косо́фски Се́джвик (Сэ́джвик) (англ. Eve Kosofsky Sedgwick; 2 мая 1950, Дейтон, Огайо, США — 12 апреля 2009, Нью-Йорк, США) — американский литературовед и культуролог, специалист в области гендерных исследований, квир-теории (квир-исследования) и критической теории; писательница, эссеист, литературный критик и поэтесса.
Наряду с Терезой де Лауретис, Джудит Батлер и Элизабет Гросс является одной из наиболее значимых и влиятельных теоретиков современного феминизма. Самыми известными сочинениями Кософски Седжвик являются книги «Эпистемология чулана» и «Между мужчинами».
Благодаря её исследованиям возникли квир-исследования. В своих работах она обращалась к различным вопросам — перформативность квиров, экспериментальная литературная критика, работы Марселя Пруста, не лакановский психоанализ, буддизм и педагогика, теории аффекта Сильвана Томкинса и Мелани Кляйн, материальная культура (особенно текстиль и его строение).
Опираясь на феминистские работы и исследования Мишеля Фуко, Кософски Седжвик утверждала, что обнаружила гомоэротический подтекст в литературных произведениях таких писателей, как Чарльз Диккенс и Генри Джеймс. Она считала, что понимание любой стороны современной западной культуры будет неполным или неполноценным, если не будет приниматься во внимание критический анализ современных гомо/гетеросексуальных определений. Ею были введены в дискурс такие понятия как «гомосоциальный» и «антигомофобный».

## Биография
Ив Кософски родилась 2 мая 1950 года в Дейтоне в еврейской семье.
Получила степень бакалавра гуманитарных наук в Корнеллском университете. В 1975 году получила степень доктора философии в Йельском университете за исследование по готической литературе. Преподавала письмо и литературу в Дартмутском колледже, Гамильтонском колледже, Амхерстском колледже и Бостонском университете. Она была приглашённым лектором в Калифорнийском университете в Беркли. Также она была именным профессором Ньюмана Айви Уайта по английскому языку Дюкского университета, а затем заслуженным профессором Образовательного центра Городского университета Нью-Йорка.
Во время преподавания в Дюкском университете Кософски Седжвик занималась изучением культурных войн используя литературную критику как ключевой дискурс для исследования сексуальности, рас, гендера и границы литературной критики. Весь набор своих методов Кософски Седжвик впервые представила в книгах «Между мужчинами: английская литература и мужское гомосексуальное желание» и «Эпистемология чулана». Последняя стала одним из ключевых текстов при изучении геев и лесбиянок, а также развитии квир-теории.
В 2002 году была награждена Бруднерской премией Йельского университета за долговременные квир-исследования.
Была замужем (с 1969) за Хэлом Седжвиком, который её пережил. Факт долговременного замужества часто сопоставлялся с трансгрессивным и, временами, радикальным стилем Кософски Седжвик при написании работ по вопросам сексуальности.
Являлась буддистом.
Умерла 12 апреля 2009 года от рака молочной железы, которым страдала с 1991 года.

## Идеи и литературная критика

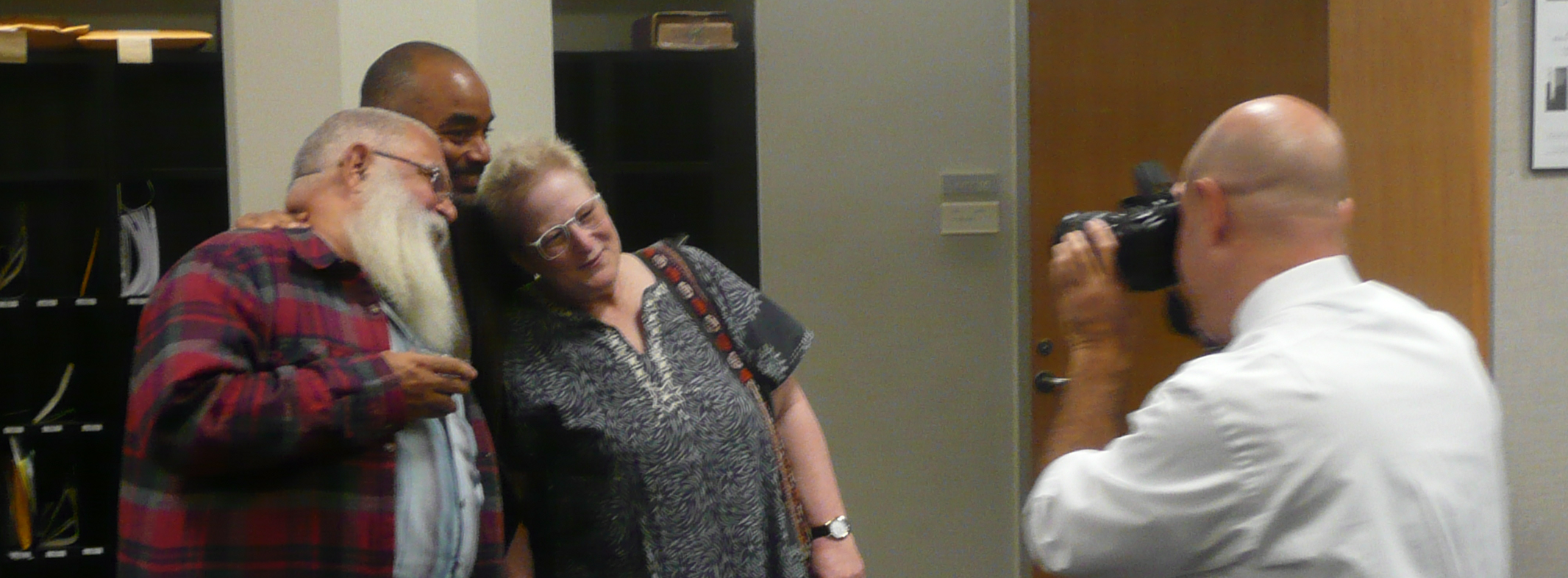
Квир-теоретики Сэмюэл Дилэни, Роберт Рейд-Фарр и Ив Кософски Седжвик

Творческая деятельность Кософски Седжвик охватывала многочисленные жанры, поэтому очень сложно отделить работы по искусству и поэзии от остальных её сочинений. Её интересы касались литературоведения, истории, истории искусств, киноведения, философии, культурологии, антропологии, женских исследований и квир-исследований. Её теоретические интересы были широки, многообразны и неоднозначны.
Её работы лучше всего подходят для студентов-литературоведов, которые способны понять и оценить сложную прозу Кософски Седжвик. Она любила придумывать неологизмы, придавать уже имеющимся словам новые смыслы и использовать фразы в новом свете. Седжвик сама оценивала свой стиль написания как непростой для понимания.

### Тематика квир
Творчество Кософски Седжвик предполагает, что читатель внимательно отнесётся к «возможным тонкостям квира» в литературе, а также что при чтении человек вытеснит свою гетеросексуальную идентификацию в пользу поиска «идиом квира». Таким образом, помимо очевидных двойных смыслов читатель должен понимать другой, квирный смысл слов. Так применительно к литературе Генри Джеймса Седжвик отмечает, что такие слова и понятия как ‘fond’, ‘foundation’, ‘issue’, ‘assist’, ‘fragrant’, ‘flagrant’, ‘glove’, ‘gage’, ‘centre’, ‘circumference’, ‘aspect’, ‘medal’ и слова содержащие фонемы ‘rect’, включая любые слова имеющие собственные анаграммы, могут содержать в себе «анально-эротические ассоциации».
Кософски Седжвик с опорой на работы литературоведа Кристофера Крафта, заявляла, что и каламбуры, и рифмы могут быть переосмыслены как «гомоэротические потому что гомофонные». Ссылаясь на социолога и литературного критика Джонатана Доллимора, сделала предположение, что грамматическая инверсия может иметь столь же интимное отношение к сексуальной инверсии. Она полагала, что читатели возможно захотят «привлечь внимание» самих себя к «вероятным квир» ритмам некоторых грамматических, синтаксических, риторических и родовых структур предложения. Кософски Седжвик считала, что сцены детской порки были эротизированы и ассоциировались с two-beat lines и лирикой, как жанром. Анжамбеман она рассматривала как наиболее близкую к эротике квира стихотворную метрику. также она считала, что как тринадцать строф образуют сонет, то отбросив последний рифмованный куплет возможно «отвергнуть гетеросексуальную пару как парадигму», предполагая вместо этого вероятное удовольствие от мастурбирования в уединении.
Кософски Седжвик призывала читателей поискать «возможные эротические отголоски квира» в творчестве Генри Джеймса. Опираясь на собственные исследования «тематики анального фингеринга и „fisting-as-écriture“» (или письмо) в творчестве Джеймса, Кософски Седжвик выдвинула идею о том, что предложения, в которых «собственно обычный порядок подлежащее—сказуемое—прямое дополнение нарушается, если никогда не разрывается, как мешок предложение растягивается путём проникновения ещё одной фразы или клаузулы» могут быть лучше восприняты читателем, или предоставляющие читателю заместительный опыт затыкания прямой кишки пальцами или кулаком, или же его собственный «палец-щуп» вставляемый в прямую кишку. Кософски Седжвик заявляет обо всём этом, основываясь на определённых грамматических особенностях текста.

## Крупные работы
Кософски Седжвик опубликовала несколько книг, считающихся «новаторскими», в области квир-теории, в том числе «Между мужчинами: английская литература и мужское гомосексуальное желание» (1985), «Эпистемология чулана» (1990), Склонности (1993). Также она подготовила несколько книг в соавторстве, и опубликовала поэтический сборник «Толстое искусство, тонкое искусство» (1994), как и «Диалоги по любви» (1999). Её первая книга «Согласованность готических схем» (1986) являлась переработкой докторской диссертации. Её последняя книга «Трогательные чувства» (2003) отображает её интерес к аффекту, педагогике и перформативности. Джонатан Голдберг подготовил к печати её последние эссе и лекции, многие из которых являются незаконченными рукописями посвященными Марселю Прусту. Согласно Голдбергу, в этих последних сочинениях Кософски Седжвик также уделила внимание буддизму, теории объектных отношений, теории аффекта. Кроме того там идёт речь о психоаналитиках — Мелани Кляйн, Сильван Томкинс, Дональд Винникотт, Майкл Балинт. Упомянуты поэт Константинос Кавафис, философия неоплатонизма и гендерная политика.

### Между мужчинами: английская литература и мужское гомосексуальное желание
В своей книге Кософски Седжвик стремилась показать «имманентность мужских однополых связей, и их непомерную структурацию, относительно мужских-женских связей в английской литературе XIX века». Она сосредоточила своё внимание на подавляющих воздействиях оказываемых на мужчин и женщин в тех культурных системах, где желание мужчины-мужчины может стать понятным только будучи пропущенным через несуществующее желание с участием женщин. Придуманное Кософски Седжвик «мужское гомосоциальное желание» относится ко всем мужским связям, включая, возможно, каждого из гетеросексуалов и гомосексуалов. Кософски Седжвик использует социологический неологизм «гомосоциальность» для отличия от гомосексуальности, как и с целью подчеркнуть вид мужских связей часто сопровождающихся страхом или ненавистью к гомосексуалистам, отвергающий доступные лексические и концептуальные варианты с целью бросить вызов идее о том, что гетеро-, би- и гомосексуальные мужчины и опыт могут быть легко отличены. Кософски Седжвик утверждала, что никто не способен отличить эти три категории друг от друга, поскольку то, что может быть обозначено как «эротика» зависит от «непредсказуемой, постоянно изменяющейся совокупности местных факторов».
Патриция Яэгер в своей рецензии отмечает, что такие понятия как «гомосоциальное желание», которые Кософски Седжвик обещала раскрыть в книге, настолько «вездесущи» в западной литературе и так часто считываются с других идеологических экранов, что «мы должны остерегаться».

### Эпистемология чулана
Эта книга была навеяна прочтением эссе Д. А. Миллера «Тайные предметы, явные предметы» (англ. Secret Subjects, Open Subjects), которое позднее было включено в книгу «Роман и полиция» (англ. The Novel and the Police) (1988).
В «Эпистемологии чулана» Кософски Седжвик утверждает, что «практически любая сторона западной культуры является не просто неполной, а неполноценной в своей главной сути в такой степени, что не включает критический анализ современных гомо/гетеросексуальных определений». По её мнению, о гомо/гетеросексуальных определениях стало настолько скучно спорить из-за устоявшейся непоследовательности «между рассмотрением гомо/гетеросексуального определения с одной стороны как вопрос первичной важности для крохотного, разноликого, относительно устоявшегося гомосексуального меньшинства <…>, и с другой стороны как вопрос о продолжающейся, решающей необходимости в жизни людей по всему спектру сексуальности».

### Склонности
В 1993 году Duke University Press опубликовало сборник эссе Кософски Седжвик 1980—1990-х годы. Книга стала первой в университетской серии Series Q., которая выходила под редакцией Микели Айнв Барале, Джонатана Голдберга, Майкл Муна и самой Кософски Седжвик. В эссе охватывался широкий круг жанров, включая элегии учёным и активистам, умершим от СПИДа, наброски произведений и научные эссе на темы садомазохизма, поэтики и мастурбации. В «Склонностях» Кософски Седжвик впервые публично использовала слово «квир», которое определила как «открытую сетку вероятностей, пробелов, совпадений, несоответствий и откликов, провалов и избытков смысла, когда составляющие чьего-либо гендера, или чьей-либо сексуальности совсем (или не могут быть) обозначены однозначно».

### Диалог о любви
Предпосылкой для написания книги стал поставленный Кософски Седжвик в 1991 году диагноз рак молочной железы. Она рассказывает о терапии, которой подвергалось её тело, о тех чувствах смерти и депрессии которые ей пришлось испытать во время курса химиотерапии, а также мастэктомии, после которой она испытала собственную гендерную неопределённость. Книга включает в себя стихи и прозу, а также собственные воспоминания Кософски Седжвик и заметки её лечащего врача. И, хотя название намекает на знаменитый диалог Платона, стиль книги был вдохновлён произведением Джеймса Меррилла «Проза ухода», которое было написано в духе шуточной японской поэзии XVII века известной как хайбун. Кософски Седжвик использовала форму удлинённого, двухголосного хайбуна с целью изучить его возможности в психоаналитическом дискурсе, отличном от лакановского, применительно к новым подходам к сексуальности, семейным отношениям, педагогике и любви. Кроме того а книге наметился интерес Кософски Седжвик к буддийской мысли.

### Трогательные чувства: аффект, педагогика и перформативность
Книга «Трогательные чувства» была написана, как воспоминание о ранних годах квир-теории, которую она кратко рассматривает во введении для того, чтобы иметь возможность ссылаться на аффективные условия — в первую очередь на чувства вызванные эпидемией СПИДа — которые преобладали в то время, и сосредоточиться на своей главной теме: отношения между чувством, обучением и действием. В книге представлены критическими методы, которые могу хитроумно быть применены и помочь заложить основания для личного и совместного опыта. В первом параграфе Кософски Седжвик описывает своей проект как изучение «многообещающих приёмов и способов не двойственного мышления и педагогики».

## Сочинения

### Книги
- Kosofsky Sedgwick E. The Coherence of Gothic Conventions. — 1980. — ISBN 0-405-12650-6.
- Kosofsky Sedgwick E. Between Men: English Literature and Male Homosocial Desire. — Columbia University Press, 1985. — 244 p. — ISBN 0-231-08273-8.
- Kosofsky Sedgwick E. Tendencies. — Duke University Press, 1993. — 302 p. — ISBN 0-8223-1421-5.
- Kosofsky Sedgwick E. Fat Art, Thin Art. — Duke University Press, 1994. — 160 p. — ISBN 0-8223-1501-7.
- Kosofsky Sedgwick E., Frank A., Alexander I. E. Shame & Its Sisters: A Silvan Tomkins Reader. — Duke University Press, 1995. — 268 p. — ISBN 978-0-8223-1694-7.
- Kosofsky Sedgwick E. Gary in Your Pocket: Stories and Notebooks of Gary Fisher. — Duke University Press, 1996. — 291 p. — ISBN 978-0-8223-1799-9.
- Kosofsky Sedgwick E. Novel Gazing: Queer Readings in Fiction. — Duke University Press, 1997. — 518 p. — ISBN 978-0-8223-2040-1.
- Kosofsky Sedgwick E. A Dialogue on Love. — 2000. — ISBN 0-8070-2923-8.
- Kosofsky Sedgwick E. Touching Feeling: Affect, Pedagogy, Performativity. — Duke University Press, 2003. — 195 p. — ISBN 0-8223-3015-6.
- Kosofsky Sedgwick E. Epistemology of the Closet. — University of California Press, 2007. — 280 p.
- Kosofsky Sedgwick E. The Weather in Proust. — Duke University Press, 2011. — 222 p. — ISBN 0822351587.
- Kosofsky Sedgwick E. Censorship & Homophobia. — Guillotine press, 2013.
- Parker A., Kosofsky Sedgwick E. Performativity and Performance. — Routledge, 2013. — 240 p.
- Kosofsky Sedgwick E. Writing the History of Homophobia. — Theory Aside, 2014.

### Издания на русском языке
- Кософски Сэджвик И. Эпистемология чулана = Epistemology of the closet / Пер. с английского О. Липовской и З. Баблояна. — М.: Идея-Пресс, 2002. — 272 с. — ISBN 5-7333-0042-6.
- Кософски Сэджвик И. Эпистемология чулана // Введение в гендерные исследования Ч. II: Хрестоматия / пер. с англ. О. Липовской. — Харьков—СПб.: ХЦГИ—Алетейя, 2001. — С. 174—200. — ISBN 5-89329-422-Х.